# Убийца, запугавший Нью-Йорк
«Убийца, запугавший Нью-Йорк» (англ. The Killer That Stalked New York), также известный как «Испуганный город» (англ. Frightened City) — фильм нуар режиссёра Эрла Макэвоя, который вышел на экраны в 1950 году.
В основу фильма положен реальный случай угрозы эпидемии оспы в Нью-Йорке в 1947 году, который был описан в статье Милтона Лемана «Оспа: убийца, запугавший Нью-Йорк», опубликованной в журнале Cosmopolitan в 1948 году. Снимавшийся на натуре в полудокументальном стиле, фильм рассказывает о прибывшей в Нью-Йорк с Кубы контрабандистке бриллиантами (Эвелин Кейс), которая, не подозревая об этом, начинает заражать оспой жителей города, вызывая угрозу эпидемии, что приводит к экстренным мерам городских властей, включая тотальную вакцинацию населения.
Фильм имеет заметное тематическое и сюжетное сходство с вышедшим годом ранее более успешным фильмом Элии Казана «Паника на улицах» (1950).

## Сюжет
В ноябре 1947 года на Пенсильванский вокзал в Нью-Йорке после поездки на Кубу возвращается певица ночного клуба Шейла Беннет (Эвелин Кейс). Прямо с вокзала Шейла звонит своему мужу, пианисту Мэтту Крейну (Чарльз Корвин), сообщая, что отправила привезённые ей контрабандной бриллианты по почте на их домашний адрес, так как почувствовала за собой слежку и опасалась задержания властями. Мэтт, который тайно встречается с её сестрой Фрэнси (Лола Олбрайт), просит Шейлу не приезжать пока домой, чтобы не навезти агентов таможенной службы на их квартиру. Шейла селится в одну из гостиниц, после чего с помощью портье незаметно для поджидающего в холле агента Джонсона (Барри Келли) выходит через служебный выход, скрываясь в городе. На улице ей становится плохо, и она едва не теряет сознание. Пришедший на помощь постовой полицейский провожает её к ближайшему врачу. В ожидании приёма Шейла играет с 6-летней Вальдой Ковальски (Беверли Уошбёрн), которая лечится от приступов кашля, после чего дарит девочке свою брошь. Доктор Бен Вуд (Уильям Бишоп) не находит ничего серьёзного в состоянии Шейлы, которая представилась ему ложным именем, и он отправляет её домой с лекарством для укрепления сил. Шейла неожиданно для Мэтта приходит домой, говоря, что оторвалась от слежки, при этом Фрэнси делает вид, что просто зашла в гости и как раз собирается уходить. В течение нескольких следующих дней Мэтт каждое утро встречает почтальона в расчёте получить бриллианты, тем временем Шейла чувствует себя всё хуже. Во время очередного осмотра Вальды в больнице доктор Вуд замечает у девочки новые болезненные симптомы, и вскоре вместе с коллегами устанавливает, что она больна оспой. Бен немедленно прививает от оспы всех сотрудников больницы и сообщает о заболевании руководству Департамента здравоохранения Нью-Йорка. На оперативном совещании комиссар по вопросам здравоохранения Эллис (Карл Бентон Рид) поручает немедленно начать вакцинацию всех жителей 8-миллионного Нью-Йорка, и одновременно начать розыски человека, который стал разносчиком опасного заболевания.
Тем временем Мэтт получает посылку с бриллиантами, после чего забирает все деньги из кошелька Шейлы, и бросив больную жену, направляется к ювелиру Арнольду Моссу (Арт Смит), который скупает краденые драгоценности. Однако незадолго перед этим у Мосса уже побывал агент Джонсон, и ювелир говорит, что сейчас он опасается покупать драгоценности, которые разыскивает полиция, и предлагает Мэтту прийти снова через десять дней. Заметив исчезновение денег, Шейла чувствует, что Мэтт мог получить бриллианты и сбежать, что косвенно подтверждает домохозяйка Белл (Конни Гилкрист), у которой они снимали квартиру. В поисках мужа Шейла приходит к Фрэнси, у которой, по словам Белл, был с ним роман. Узнав от сестры об исчезновении Мэтта, Фрэнси понимает, что он обманул и её, хотя обещал сбежать вместе с ней. После этого Шейла направляется в ночной бар «Виллис», где она работала вместе с мужем, выясняя у его хозяина Вилли Денниса (Джим Бакус), что Мэтт уволился и уехал в неизвестном направлении. Затем Шейла навещает скупщика, предлагая ему свою долю от бриллиантов, если он укажет ей местонахождение Мэтта. Мосс, который относится к Шейле с симпатией, сообщает, что Мэтт придёт к нему с драгоценностями через десять дней. Вернувшись к Фрэнси, Шейла видит, как из дома выносят тело сестры, покончившей жизнь самоубийством. Затем Шейла направляется в дешёвую гостиницу, которой управляет её брат Сид (Уит Бисселл), который перестал с ней общаться из-за её отношений с Мэттом, которого считал подлым человеком. Поняв, что сестра впуталась во что-то опасное и к тому же сильно больна, Сид разрешает переночевать ей в одной из комнат.
Тем временем в больницу поступают всё новые заболевшие — носильщик с вокзала, молочник, владелец бара Вилли Деннис и мальчик в парке, который пил воду из общественного фонтана вслед за Шейлой. В Департаменте здравоохранения понимают, что пока не будет задержан и изолирован разносчик заболевания, смертельная болезнь может приобрести неконтролируемый характер. Исследуя список клиентов молочника, люди из Департамента выходят на Белл, которая даёт описание заболевшей Шейлы и сообщает о месте её работы. В конце концов, доктор Вуд и агент Джонсон, каждый со своей стороны выходят на Вилли, понимая, что разносчик оспы и контрабандист бриллиантов — это одно и то же лицо. По подсказке Вилли они направляются в гостиницу к Сиду, который, увидев полицейских, помогает сестре сбежать. К этому моменту уже вакцинирована половина населения города, однако вакцина заканчивается. Комиссар Эллис решает обратиться за помощью непосредственно к мэру Нью-Йорка (Рой Робертс), который собирает всех производителей лекарств, добиваясь от них обещаний поставить вакцину в нужном объёме даже в нарушение установленных процедур. Чтобы предотвратить панические настроения среди жителей, мэр ставит перед средствами массовой информации задачу наладить оперативное информирование население о необходимости вакцинации. Ночью Шейла, которая всё ещё не знает, что является разносчицей оспы, приходит к доктору Вуду за новой порцией лекарств. Когда доктор пытается объяснить ей её состояние и оставить в больнице, Шейла стреляет в него, раня в руку, после чего убегает. Доктору Вуду удаётся вызвать полицию, однако Шейла прячется в монастыре, намереваясь дотянуть до того дня, когда встретит Мэтта и отомстит ему. Наконец, в назначенный день Мэтт приходит к ювелиру Моссу, однако когда между ними возникает конфликт о стоимости бриллиантов, Мэтт убивает Мосса, забирает все деньги и пытается бежать. В дверях его встречает Шейла с пистолетом в руке. Она вызывает полицию, чтобы сдать Мэтта за убийство Мосса, однако теряет сознание до их прибытия. Мэтт пытается бежать, но на лестнице слышит голоса полицейских. Он вылезает в окно на карниз и в попытке спрыгнуть на другой этаж, срывается вниз и разбивается насмерть. Шейла также пытается бежать по карнизу, однако доктор Вуд вслед за ней вылезает из окна, рассказывая Шейле о смерти Вальды от оспы, после чего Шейла даёт доктору руку и возвращается в квартиру. Перед смертью она передаёт врачам всю информацию о своём заболевании и о тех людях, с кем она контактировала в последнее время.

## В ролях
- Эвелин Кейс — Шейла Беннет
- Чарльз Корвин — Мэтт Крейн
- Уильям Бишоп — доктор Бен Вуд
- Дороти Мэлоун — Элис Лоури
- Лола Олбрайт — Фрэнси Беннет
- Карл Бентон Рид — комиссар по здравоохранению Эллис
- Людвиг Донат — доктор Купер
- Арт Смит — Арнольд Мосс
- Уит Бисселл — Сид Беннет
- Рой Робертс — мэр
- Конни Гилкрист — Белл
- Джим Бакус — Вилли Деннис
- Ричард Эган — агент Казначейства Оуни
- Гарри Шэннон — офицер полиции Хулихэн
- Беверли Уошбёрн — Вальда Ковальски
- Рой Энджел — полковник (в титрах не указан)
- Пол Дубов — Фил, стажёр (в титрах не указан)

## Создатели фильма и исполнители главных ролей
Эрл Макэвой работал в качестве ассистента режиссёра или продюсера таких фильмов, как мюзикл «Две девушки и моряк» (1943), драма «Портрет Дориана Грэя» (1945), мелодрама «Без любви» (1945), фильм нуар «Я люблю неприятности» (1948), вестерн «Жажда золота» (1949), а в качестве режиссёра поставил в начале 1950-х годов всего три картины до своей преждевременной смерти в возрасте 49 лет в 1959 году. Гарри Эссекс был сценаристом многих значимых фильмов нуар, среди них «Отчаянный» (1947), «Телохранитель» (1948), «Он бродил по ночам» (1948), «История в Лас-Вегасе» (1952), «Суд — это я» (1953) и «Тайны Канзас-Сити» (1953). Как отмечает историк кино Джефф Стаффорд, к моменту съёмок этого фильма "Эвелин Кейс уже зарекомендовала себя в нуаровом жанре с фильмами «Лицо под маской» (1941) и «Джонни О’Клок» (1947). Однако «её наиболее значимые достижения в жанре были ещё впереди, с незабываемой игрой в фильмах „Вор“ (1951), „Ривер-стрит, 99“ (1953) и „Пол-акра ада“ (1954)».

## История создания фильма
Как отмечено на сайте Американского института киноискусства, на создание фильма повлияли события 1946 года, когда в Нью-Йорке распространился страх заболевания оспой, в результате чего «миллионы жителей города прошли бесплатную вакцинацию без всякой паники».
В основу фильма была положена статья Милтона Лемана «Оспа: убийца, запугавшый Нью-Йорк», которая первоначально была опубликована в журнале Cosmopolitan в апреле 1948 года. Согласно информации Los Angeles Express от 30 июля 1948 года, продюсер Аллен Майнер купил историю Милтона Лемана, планируя снять Лью Эйрса в роли врача, и в том же году, по сообщению Los Angeles Times от 5 июля 1949 года, Майнер продал права на экранизацию истории студии Columbia за 40 тысяч долларов. Студия поменяла планировавшийся актёрский состав, а продюсером картины был назначен племянник главы студии Роберт Кон.
Как написал историк кино Джефф Стаффорд, «во время работы над фильмом у актрисы Эвелин Кейс был роман с Кирком Дугласом, что создавало напряжённость между ней и боссом студии Гарри Коном. Кон из личной антипатии к Дугласу запрещал Кейс приглашать его на съёмочную площадку, и это привело к тому, что, в конце концов, после завершения этого фильма она выкупила свой контракт у Columbia и стала работать как независимая актриса».
Фильм был завершён непосредственно перед выходом на экраны крупного фильма нуар режиссёра Элии Казана «Паника на улицах» (1950), который имел сходный сюжет. В свете критического и коммерческого успеха того фильма, Columbia Pictures решила отложить выпуск своего фильма на шесть месяцев, «чтобы он не пострадал от сравнения». Однако, как отмечает Стаффорд, студии «не стоило так беспокоиться, поскольку большинство критиков и кинозрителей того времени посчитали его лишь немногим более, чем типичным фильмом категории В».
В популярных изданиях Hollywood Reporter и Daily Variety фильм рецензировался под названием «Испуганный город».

## Оценка фильм критикой

### Общая оценка фильма
По словам киноведа Джеффа Стаффорда, фильм был «явно недооценён при своём изначальном выпуске на экраны». Так, Босли Краузер в «Нью-Йорк Таймс» дал ему неоднозначную оценку, написав, что «живописная демонстрация масштаба проблемы» возникновения эпидемии оспы в таком крупном городе, как Нью-Йорк, «является единственным достоинством этой картины. Перенеся свои камеры на улицы Нью-Йорка, снимая реальные больничные сцены, массовые вакцинации и подробности городской жизни, режиссёр Эрл Макэвой смог передать тревогу людей перед лицом возможной эпидемии. Ему удалось увлекательно показать те чрезвычайные меры», с помощью которых сотрудники системы здравоохранения пытаются вычислить разносчика смертельной болезни и спасти город от эпидемии. Однако, по мнению Краузера, «сценарий Гарри Эссекса, который написан на основе реальной журнальной истории, шатает из стороны в сторону, что вносит сумятицу в обе сюжетные линии. А игра исполнителей главных ролей, хотя и выполнена на уровне, тем не менее, имеет слабую силу воздействия».
Современные киноведы также дают фильму противоречивую оценку. Так, по мнению Джеффа Стаффорда, «это очень атмосферический и напряжённый фильм нуар», который «с самой первой сцены развивается с постоянным, нарастающим ощущением напряжённости». Кроме того, фильм «очень выигрывает от своего документального подхода, который оператор Джозеф Бирок привносит в фильм, используя реальную натуру Нью-Йорка». Спенсер Селби называет картину «малоизвестным нуаром категории В, который эффективно развивает идею, впервые заявленную в картине „Паника на улицах“» , а Кини характеризует её как «эффективный малый саспенс-нуар с хорошей игрой Кейс в роли современной Тифозной Мэри». Как пишет Натан Сазерн, «с продолжительностью, едва хватающей на то, чтобы квалифицировать его как полнометражный фильм, эта памятная своей причудливостью картина представляет собой неудачную и малоизвестную попытку соединить сентиментальный фильм нуар с документальной драмой. Теоретически такое соединение могло бы быть интересным, но фильм не достаточно умён, чтобы свести две эти крайности в единую историю». Вплоть до последнего акта, он рассказывает две самостоятельные истории в каждом из жанров, «в результате возникает два куска несочетаемой ткани, неряшливо сшитые вместе, между которыми проходит уродливый шов». Кроме того, «постоянно создаётся ощущение, что как только основная история начинает захватывать, сразу же возникают неуместные нуаровые дополнения, самое худшее среди которых — бесконечный выспренный закадровый рассказ после вступительных титров».
Историк кино Боб Порфирио отмечает, что «этот фильм относится к группе из нескольких фильмов об опасности зарубежного заражения, что было ещё одним аспектом паранойи периода Холодной войны 1950-х годов. Сосредоточив внимание на преступнице, которая заболевает всё сильнее и становится всё более отчуждённой, а не усилиях молодого врача, который борется с эпидемией, этот фильм носит значительно более нуаровый характер, чем „Паника на улицах“ (1950)». По мнению Дениса Шварца, «в этом малом фильме нуар не так уж много переживаний и сюрпризов». Вместе с тем, фильм «умело передаёт американскую паранойю начала 1950-х годов, направленную против всего иностранного, когда фильм показывает, как целый город охватывает ужас перед чем-то неизвестным, что нападает на него». Шварц полагает, что «часть, связанная с экшном, в этой мелодраматической истории рассказана слабо, и хотя нуаровый образ Шейлы действительно несёт отчаяние, но этого недостаточно, чтобы преодолеть неспособность истории быть убедительной». Кроме того, «из-за механической игры всех актёров, кроме Кейс, картина выглядит как фильм категории В, чем он и был, несмотря на выдающуюся операторскую работу Джозефа Бирока, который смог передать то, насколько мрачным может быть этот город для человека в бегах».

### Оценка работы режиссёра и творческой группы
По мнению Натана Сазерна, «большую часть картины режиссёр Макэвой и сценарист Эссекс переплетают заурядную, избитую историю про контрабандистов бриллиантами и обманутую любовь с абсолютно увлекательной повествовательной линией об эпидемии оспы», которая частично основана на реальном событии. «Почему Эссекс и Макэвой не смогли сделать сюжетную линию с эпидемией главной (и единственной) в этом фильме, а почувствовали необходимость развить её, остаётся полной загадкой».
Гленн Эриксон считает, что «фильм подозрительно похож на попытку разыграть ещё раз захватывающий нуар Элии Казана „Паника на улицах“, который вышел ранее в том же году». При этом «сценарий Гарри Эссекса переориентирован на развёрнутое сообщение о значимости работы общественных служб, где зычный закадровый рассказчик (Рид Хэдли) часто встревает, чтобы объяснить, как Шейла своими действиями распространяет смерть, например, когда пьёт воду из фонтана в детском парке». Далее киновед отмечает, что «как и во многих фильмах того времени о политических угрозах, роковой голос рассказчика продвигает идею, что эпидемия может ударить где угодно и в любое время». При этом, по словам Эриксона, «поскольку Шейла не знает о том, что она убийца, её внутренняя драма не получает шанса на развитие. Вместо этого обезличенный голос говорит о ней только как об угрозе, которую надо устранить».
Эриксон также отмечает «хорошую режиссуру Макэвоя», которая однако «теряется в монтажной путанице архивных съёмок», а Боб Порфирио особенно выделил операторскую работу «талантливого Бирока, который точно передаёт атмосферу Нью-Йорка, особенно, в ночных сценах».

### Оценка актёрской игры
Среди актёров фильма наибольшего внимания критики удостоилась игра Эвелин Кейс, а также некоторых исполнителей эпизодических ролей. Так, Краузер отметил, что «Кейс в роли переносчицы оспы в бегах демонстрирует огромное беспокойство и отчаяние, но при этом служит не более чем мелодраматическим объектом слабо организованной охоты». При этом «Уильям Бишоп молодцеват и решителен в роли врача, а Чарльз Корвин обычен в роли нехорошего мужа леди, который пытается от неё избавиться. Остальные актёры умеренно сильны в этом потенциально, но недостаточно увлекательном фильме».
По выражению Сазерна, «Кейс должна была бы получить алый знак доблести за свою роль. Ни одна ведущая голливудская актриса того времени никогда не пошла бы на такие жертвы, чтобы сознательно выглядеть настолько убого. В последнем эпизоде, когда Кейс заходит в ювелирный магазин с покрытым оспинами лицом, очень напоминая ходячий труп, она без сомнения страдает больше, чем какая-либо другая звезда её поколения». Стаффорд полагает, что «в роли мстительного ангела смерти Кейс создаёт неотразимый и трагический образ своей героини». Среди других узнаваемых актёров этого фильма киновед отмечает «Дороти Мэлоун в роли медсестры, Карла Бентона Рида в роли городского комиссара здравоохранения, Конни Гилкрайст в качестве любопытной домовладелицы, Ричарда Эгана в роли агента, характерного актёра Уита Бисселла в роли управляющего ночлежкой и Джима Бакуса в нехарактерной роли хищнического владельца бара, который пытается овладеть Шейлой с трагическими для себя последствиями». Гленн Эриксон отмечает, что хотя «красивая Кейс заливается потом, но на её лице так и не появляются серьёзные, уродливые симптомы оспы. Словно кролик Банни с батарейкой Energizer, она продолжает действовать даже тогда, когда многие из её случайных контактов уже умерли». При этом, по словам Эриксона, фильм уделяет «настолько много времени органам здравоохранения с их тактикой запугивания, что вынужден укоротить личную часть истории». Среди других актёров Эриксон выделяет «нуарового ветерана Арта Смита с хорошим эпизодом в роли „этичного“ барыги», при этом замечая, что «талантливая Лола Олбрайт после одной многообещающей сцены полностью пропадает из картины, даже не попрощавшись».